# UEFA Champions League 2023–24
UEFA Champions League 2023–24 là mùa giải thứ 69 của giải đấu bóng đá cấp câu lạc bộ hàng đầu châu Âu do UEFA tổ chức và là mùa giải thứ 32 kể từ khi giải được đổi tên từ Cúp C1 châu Âu thành UEFA Champions League.
Trận chung kết đã diễn ra tại Sân vận động Wembley ở London, Anh. Đội vô địch của UEFA Champions League 2023–24 (Real Madrid) đã lọt vào vòng đấu hạng của UEFA Champions League 2024–25 và cũng giành quyền thi đấu với đội vô địch của UEFA Europa League 2023-24 trong trận Siêu cúp châu Âu 2024.
Đây là mùa giải cuối cùng với thể thức gồm 32 đội tham dự tại vòng bảng sau khi UEFA công bố thể thức hoàn toàn mới được giới thiệu cho mùa giải UEFA Champions League 2024–25.
Manchester City là đương kim vô địch, nhưng đã bị Real Madrid loại ở tứ kết.

## Phân bố đội của hiệp hội
Tổng cộng có 80 đội từ 54 trong số 55 hiệp hội thành viên UEFA tham dự UEFA Champions League 2023–24 (ngoại lệ thuộc về Liechtenstein,[Note LIE] do không tổ chức giải vô địch quốc gia). Thứ hạng hiệp hội dựa trên hệ số hiệp hội UEFA được sử dụng để xác định số đội tham dự cho mỗi hiệp hội:
- Các hiệp hội 1–4 có 4 đội lọt vào.
- Các hiệp hội 5–6 có 3 đội lọt vào.
- Các hiệp hội 7–15 (trừ Nga)[Note RUS] có 2 đội lọt vào.
- Các hiệp hội 16–55 (trừ Liechtenstein)[Note LIE] có 1 đội lọt vào.
- Đội vô địch của UEFA Champions League 2022–23 và UEFA Europa League 2022–23 đều được nhận một suất tham dự bổ sung nếu họ không lọt vào UEFA Champions League 2023–24 thông qua giải vô địch quốc gia.

### Thứ hạng hiệp hội
Đối với UEFA Champions League 2023–24, các hiệp hội được phân bố suất dựa theo hệ số hiệp hội UEFA năm 2022, tính đến thành tích của họ ở các giải đấu châu Âu từ mùa giải 2017–18 to 2021–22.
Ngoài việc phân bố dựa trên hệ số hiệp hội, các hiệp hội có thể có thêm đội tham dự Champions League, như được ghi chú dưới đây:
- (UEL) – Suất bổ sung cho đội đương kim vô địch UEFA Europa League

| Hạng | Hiệp hội     | Hệ số   | Số đội | Ghi chú    |
| ---- | ------------ | ------- | ------ | ---------- |
| 1    | Anh          | 106.641 | 4      |            |
| 2    | Tây Ban Nha  | 96.141  | 4      | +1 (UEL)   |
| 3    | Ý            | 76.902  | 4      |            |
| 4    | Đức          | 75.213  | 4      |            |
| 5    | Pháp         | 60.081  | 3      |            |
| 6    | Bồ Đào Nha   | 53.382  | 3      |            |
| 7    | Hà Lan       | 49.300  | 2      |            |
| 8    | Áo           | 38.850  | 2      |            |
| 9    | Scotland     | 36.900  | 2      |            |
| 10   | Nga          | 34.482  | 0      | [Note RUS] |
| 11   | Serbia       | 33.375  | 2      |            |
| 12   | Ukraina      | 31.800  | 2      |            |
| 13   | Bỉ           | 30.600  | 2      |            |
| 14   | Thụy Sĩ      | 29.675  | 2      |            |
| 15   | Hy Lạp       | 28.200  | 2      |            |
| 16   | Cộng hòa Séc | 27.800  | 1      |            |
| 17   | Na Uy        | 27.250  | 1      |            |
| 18   | Đan Mạch     | 27.175  | 1      |            |
| 19   | Croatia      | 27.150  | 1      |            |

| Hạng | Hiệp hội              | Hệ số  | Số đội | Ghi chú |
| ---- | --------------------- | ------ | ------ | ------- |
| 20   | Thổ Nhĩ Kỳ            | 27.100 | 1      |         |
| 21   | Síp                   | 26.375 | 1      |         |
| 22   | Israel                | 24.375 | 1      |         |
| 23   | Thụy Điển             | 22.875 | 1      |         |
| 24   | Bulgaria              | 19.500 | 1      |         |
| 25   | Romania               | 17.150 | 1      |         |
| 26   | Azerbaijan            | 17.000 | 1      |         |
| 27   | Hungary               | 16.375 | 1      |         |
| 28   | Ba Lan                | 15.875 | 1      |         |
| 29   | Kazakhstan            | 15.750 | 1      |         |
| 30   | Slovakia              | 15.625 | 1      |         |
| 31   | Slovenia              | 15.000 | 1      |         |
| 32   | Belarus               | 12.500 | 1      |         |
| 33   | Moldova               | 11.250 | 1      |         |
| 34   | Litva                 | 10.000 | 1      |         |
| 35   | Bosnia và Herzegovina | 9.125  | 1      |         |
| 36   | Phần Lan              | 8.875  | 1      |         |
| 37   | Luxembourg            | 8.750  | 1      |         |
| 38   | Latvia                | 8.625  | 1      |         |

| Hạng | Hiệp hội         | Hệ số | Số đội | Ghi chú    |
| ---- | ---------------- | ----- | ------ | ---------- |
| 39   | Kosovo           | 8.166 | 1      |            |
| 40   | Cộng hòa Ireland | 8.125 | 1      |            |
| 41   | Armenia          | 8.125 | 1      |            |
| 42   | Bắc Ireland      | 8.083 | 1      |            |
| 43   | Albania          | 8.000 | 1      |            |
| 44   | Quần đảo Faroe   | 7.250 | 1      |            |
| 45   | Estonia          | 7.041 | 1      |            |
| 46   | Malta            | 7.000 | 1      |            |
| 47   | Gruzia           | 7.000 | 1      |            |
| 48   | Bắc Macedonia    | 7.000 | 1      |            |
| 49   | Liechtenstein    | 6.500 | 0      | [Note LIE] |
| 50   | Wales            | 5.500 | 1      |            |
| 51   | Gibraltar        | 5.416 | 1      |            |
| 52   | Iceland          | 5.375 | 1      |            |
| 53   | Montenegro       | 4.875 | 1      |            |
| 54   | Andorra          | 4.665 | 1      |            |
| 55   | San Marino       | 1.332 | 1      |            |

### Phân phối
Sau đây là danh sách tham dự cho mùa giải 2023–24.
|                                  |                                    | Các đội tham dự vào vòng đấu này | Các đội đi tiếp từ vòng đấu trước                                                                                 |
| -------------------------------- | ---------------------------------- | --- | --- |
| Vòng sơ loại (4 đội)             | Vòng sơ loại (4 đội)               | - 4 đội vô địch từ các hiệp hội 52–55 | |
| Vòng loại thứ nhất (30 đội)      | Vòng loại thứ nhất (30 đội)        | - 29 đội vô địch từ các hiệp hội 22–51 (trừ Liechtenstein)[Note LIE] | - 1 đội thắng từ vòng sơ loại                                                                                     |
| Vòng loại thứ hai (24 đội)       | Nhóm các đội vô địch (20 đội)      | - 5 đội vô địch từ các hiệp hội 17–21 | - 15 đội thắng từ vòng loại thứ nhất                                                                              |
| Vòng loại thứ hai (24 đội)       | Nhóm các đội không vô địch (4 đội) | - 4 đội á quân từ các hiệp hội 12–15 | |
| Vòng loại thứ ba (20 đội)        | Nhóm các đội vô địch (12 đội)      | - 2 đội vô địch từ các hiệp hội 15–16 | - 10 đội thắng từ vòng loại thứ hai (Nhóm các đội vô địch)                                                        |
| Vòng loại thứ ba (20 đội)        | Nhóm các đội không vô địch (8 đội) | - 4 đội á quân từ các hiệp hội 7–11 (trừ Nga)[Note RUS] - 2 đội đứng thứ ba từ các hiệp hội 5–6 | - 2 đội thắng từ vòng loại thứ hai (Nhóm các đội không vô địch)                                                   |
| Vòng play-off (12 đội)           | Nhóm các đội vô địch (8 đội)       | - 2 đội vô địch từ các hiệp hội 13–14 | - 6 đội thắng từ vòng loại thứ ba (Nhóm các đội vô địch)                                                          |
| Vòng play-off (12 đội)           | Nhóm các đội không vô địch (4 đội) | | - 4 đội thắng từ vòng loại thứ ba (Nhóm các đội không vô địch)                                                    |
| Vòng bảng (32 đội)               | Vòng bảng (32 đội)                 | - Đương kim vô địch Europa League - 11 đội vô địch từ các hiệp hội 1–12 (trừ Nga)[Note RUS] - 6 đội á quân từ các hiệp hội 1–6 - 4 đội đứng thứ ba từ các hiệp hội 1–4 - 4 đội đứng thứ tư từ các hiệp hội 1–4 | - 4 đội thắng từ vòng play-off (Nhóm các đội vô địch) - 2 đội thắng từ vòng play-off (Nhóm các đội không vô địch) |
| Vòng đấu loại trực tiếp (16 đội) | Vòng đấu loại trực tiếp (16 đội)   | | - 8 đội nhất bảng từ vòng bảng - 8 đội nhì bảng từ vòng bảng                                                      |

### Các đội bóng
Các ký tự trong ngoặc thể hiện cách mỗi đội lọt vào vị trí của vòng đấu bắt đầu:
- TH: Đương kim vô địch Champions League
- EL: Đương kim vô địch Europa League
- 1st, 2nd, 3rd, 4th, v.v.: Vị trí giải vô địch quốc gia của mùa giải trước

Vòng loại thứ hai, vòng loại thứ ba và vòng play-off được chia làm Nhóm các đội vô địch (CH) và Nhóm các đội không vô địch (LP).
| Vòng đấu tham dự   | Vòng đấu tham dự   | Đội                     | Đội                       | Đội                           | Đội                     |
| ------------------ | ------------------ | ----------------------- | ------------------------- | ----------------------------- | ----------------------- |
| Vòng bảng          | Vòng bảng          | Manchester City (1st)TH | Sevilla (EL)              | Arsenal (2nd)                 | Manchester United (3rd) |
| Vòng bảng          | Vòng bảng          | Newcastle United (4th)  | Barcelona (1st)           | Real Madrid (2nd)             | Atlético Madrid (3rd)   |
| Vòng bảng          | Vòng bảng          | Real Sociedad (4th)     | Napoli (1st)              | Lazio (2nd)                   | Inter Milan (3rd)       |
| Vòng bảng          | Vòng bảng          | Milan (4th)             | Bayern Munich (1st)       | Borussia Dortmund (2nd)       | RB Leipzig (3rd)        |
| Vòng bảng          | Vòng bảng          | Union Berlin (4th)      | Paris Saint-Germain (1st) | Lens (2nd)                    | Benfica (1st)           |
| Vòng bảng          | Vòng bảng          | Porto (2nd)             | Feyenoord (1st)           | Red Bull Salzburg (1st)       | Celtic (1st)            |
| Vòng bảng          | Vòng bảng          | Red Star Belgrade (1st) | Shakhtar Donetsk (1st)    |                               |                         |
|                    |                    |                         |                           |                               |                         |
| Vòng play-off      | CH                 | Antwerp (1st)           | Young Boys (1st)          |                               |                         |
|                    |                    |                         |                           |                               |                         |
| Vòng loại thứ ba   | CH                 | AEK Athens (1st)        | Sparta Prague (1st)       |                               |                         |
| Vòng loại thứ ba   | LP                 | Marseille (3rd)         | Braga (3rd)               | PSV Eindhoven (2nd)           | Sturm Graz (2nd)        |
| Vòng loại thứ ba   | LP                 | Rangers (2nd)           | TSC (2nd)                 |                               |                         |
|                    |                    |                         |                           |                               |                         |
| Vòng loại thứ hai  | CH                 | Molde (1st)             | Copenhagen (1st)          | Dinamo Zagreb (1st)           | Galatasaray (1st)       |
| Vòng loại thứ hai  | CH                 | Aris Limassol (1st)     |                           |                               |                         |
| Vòng loại thứ hai  | LP                 | Dnipro-1 (2nd)          | Genk (2nd)                | Servette (2nd)                | Panathinaikos (2nd)     |
|                    |                    |                         |                           |                               |                         |
| Vòng loại thứ nhất | Vòng loại thứ nhất | Maccabi Haifa (1st)     | BK Häcken (1st)           | Ludogorets Razgrad (1st)      | Farul Constanța (1st)   |
| Vòng loại thứ nhất | Vòng loại thứ nhất | Qarabağ (1st)           | Ferencváros (1st)         | Raków Częstochowa (1st)       | Astana (1st)            |
| Vòng loại thứ nhất | Vòng loại thứ nhất | Slovan Bratislava (1st) | Olimpija Ljubljana (1st)  | BATE Borisov (3rd)[Note BLR]  | Sheriff Tiraspol (1st)  |
| Vòng loại thứ nhất | Vòng loại thứ nhất | Žalgiris (1st)          | Zrinjski Mostar (1st)     | HJK (1st)                     | Swift Hesperange (1st)  |
| Vòng loại thứ nhất | Vòng loại thứ nhất | Valmiera (1st)          | Ballkani (1st)            | Shamrock Rovers (1st)         | Urartu (1st)            |
| Vòng loại thứ nhất | Vòng loại thứ nhất | Larne (1st)             | Partizani (1st)           | KÍ (1st)                      | Flora (1st)             |
| Vòng loại thứ nhất | Vòng loại thứ nhất | Ħamrun Spartans (1st)   | Dinamo Tbilisi (1st)      | Struga (1st)                  | The New Saints (1st)    |
| Vòng loại thứ nhất | Vòng loại thứ nhất | Lincoln Red Imps (1st)  |                           |                               |                         |
|                    |                    |                         |                           |                               |                         |
| Vòng sơ loại       | Vòng sơ loại       | Breiðablik (1st)        | Budućnost Podgorica (1st) | Atlètic Club d'Escaldes (1st) | Tre Penne (1st)         |

Ghi chú
1. ^ Belarus (BLR): Shakhtyor Soligorsk lẽ ra đã lọt vào với tư cách là đội vô địch của Giải bóng đá Ngoại hạng Belarus 2022 nhưng bị ABFF kết tội dàn xếp tỷ số và bị UEFA từ chối cấp phép. Đội á quân Energetik-BGU Minsk cũng bị kết tội dàn xếp tỷ số và cũng bị UEFA từ chối cấp phép. Do đó, Liên đoàn bóng đá Belarus đã quyết định trao suất dự Champions League cho BATE Borisov, đội đứng thứ ba ở giải.[6]
2. ^ Liechtenstein (LIE): Tất cả bảy đội bóng thuộc Hiệp hội bóng đá Liechtenstein (LFV) đều thi đấu ở hệ thống giải đấu bóng đá Thụy Sĩ. Giải đấu duy nhất do LFV tổ chức là Cúp bóng đá Liechtenstein – giải mà đội vô địch lọt vào UEFA Europa Conference League.
3. ^ Nga (RUS): Vào ngày 28 tháng 2 năm 2022, các câu lạc bộ bóng đá và đội tuyển quốc gia Nga đã bị FIFA và UEFA đình chỉ thi đấu do Nga xâm lược Ukraina 2022.[7] Các bảng trên phản ánh việc Nga đang bị đình chỉ tham dự các giải đấu của UEFA.[8]

## Lịch thi đấu
Lịch thi đấu của giải đấu như sau. Tất cả các trận đấu được diễn ra vào Thứ Ba và Thứ Tư ngoại trừ trận chung kết vòng sơ loại và trận chung kết.
| Giai đoạn               | Vòng               | Ngày bốc thăm        | Lượt đi                                             | Lượt về                                             |
| ----------------------- | ------------------ | -------------------- | --------------------------------------------------- | --------------------------------------------------- |
| Vòng loại               | Vòng sơ loại       | 13 tháng 6 năm 2023  | 27 tháng 6 năm 2023 (bán kết)                       | 30 tháng 6 năm 2023 (chung kết)                     |
| Vòng loại               | Vòng loại thứ nhất | 20 tháng 6 năm 2023  | 11–12 tháng 7 năm 2023                              | 18–19 tháng 7 năm 2023                              |
| Vòng loại               | Vòng loại thứ hai  | 21 tháng 6 năm 2023  | 25–26 tháng 7 năm 2023                              | 1–2 tháng 8 năm 2023                                |
| Vòng loại               | Vòng loại thứ ba   | 24 tháng 7 năm 2023  | 8–9 tháng 8 năm 2023                                | 15 tháng 8 năm 2023                                 |
| Play-off                | Vòng play-off      | 7 tháng 8 năm 2023   | 22–23 tháng 8 năm 2023                              | 29–30 tháng 8 năm 2023                              |
| Vòng bảng               | Lượt trận 1        | 31 tháng 8 năm 2023  | 19–20 tháng 9 năm 2023                              | 19–20 tháng 9 năm 2023                              |
| Vòng bảng               | Lượt trận 2        | 31 tháng 8 năm 2023  | 3–4 tháng 10 năm 2023                               | 3–4 tháng 10 năm 2023                               |
| Vòng bảng               | Lượt trận 3        | 31 tháng 8 năm 2023  | 24–25 tháng 10 năm 2023                             | 24–25 tháng 10 năm 2023                             |
| Vòng bảng               | Lượt trận 4        | 31 tháng 8 năm 2023  | 7–8 tháng 11 năm 2023                               | 7–8 tháng 11 năm 2023                               |
| Vòng bảng               | Lượt trận 5        | 31 tháng 8 năm 2023  | 28–29 tháng 11 năm 2023                             | 28–29 tháng 11 năm 2023                             |
| Vòng bảng               | Lượt trận 6        | 31 tháng 8 năm 2023  | 12–13 tháng 12 năm 2023                             | 12–13 tháng 12 năm 2023                             |
| Vòng đấu loại trực tiếp | Vòng 16 đội        | 18 tháng 12 năm 2023 | 13–14 & 20–21 tháng 2 năm 2024                      | 5–6 & 12–13 tháng 3 năm 2024                        |
| Vòng đấu loại trực tiếp | Tứ kết             | 15 tháng 3 năm 2024  | 9–10 tháng 4 năm 2024                               | 16–17 tháng 4 năm 2024                              |
| Vòng đấu loại trực tiếp | Bán kết            | 15 tháng 3 năm 2024  | 30 tháng 4 – 1 tháng 5 năm 2024                     | 7–8 tháng 5 năm 2024                                |
| Vòng đấu loại trực tiếp | Chung kết          | 15 tháng 3 năm 2024  | 1 tháng 6 năm 2024 tại Sân vận động Wembley, London | 1 tháng 6 năm 2024 tại Sân vận động Wembley, London |

## Vòng loại

### Vòng sơ loại
Vòng sơ loại bao gồm hai trận bán kết vào ngày 27 tháng 6 năm 2022 và trận chung kết vào ngày 30 tháng 6 năm 2023. Lễ bốc thăm cho vòng sơ loại được tổ chức vào ngày 13 tháng 6 năm 2023.
Đội thắng của trận chung kết vòng sơ loại đi tiếp vào vòng loại thứ nhất. Các đội thua của các trận bán kết và chung kết được chuyển qua vòng loại thứ hai Europa Conference League Nhóm các đội vô địch.
| Đội 1                   | Tỉ số | Đội 2               |
| ----------------------- | ----- | ------------------- |
| Atlètic Club d'Escaldes | 0–3   | Budućnost Podgorica |
| Tre Penne               | 1–7   | Breiðablik          |

| Đội 1               | Tỉ số | Đội 2      |
| ------------------- | ----- | ---------- |
| Budućnost Podgorica | 0–5   | Breiðablik |

### Vòng loại thứ nhất
Lễ bốc thăm cho vòng loại thứ nhất được tổ chức vào ngày 20 tháng 6 năm 2023.
Các trận lượt đi được diễn ra vào ngày 11 và 12 tháng 7, các trận lượt về được diễn ra vào ngày 18 và 19 tháng 7 năm 2023.
Đội thắng của các cặp đấu đi tiếp vào vòng loại thứ hai Nhóm các đội vô địch. 13 trong số 15 đội thua được chuyển qua vòng loại thứ hai Europa Conference League Nhóm các đội vô địch và 2 đội thua nhận suất đặc cách và được chuyển qua vòng loại thứ ba Europa Conference League Nhóm các đội vô địch.
| Đội 1              | TTS         | Đội 2              | Lượt đi | Lượt về      |
| ------------------ | ----------- | ------------------ | ------- | ------------ |
| BK Häcken          | 5–1         | The New Saints     | 3–1     | 2–0          |
| Ballkani           | 2–4         | Ludogorets Razgrad | 2–0     | 0–4          |
| Shamrock Rovers    | 1–3         | Breiðablik         | 0–1     | 1–2          |
| Žalgiris           | 2–1         | Struga             | 0–0     | 2–1          |
| KÍ                 | 3–0         | Ferencváros        | 0–0     | 3–0          |
| Olimpija Ljubljana | 4–2         | Valmiera           | 2–1     | 2–1          |
| HJK                | 3–2         | Larne              | 1–0     | 2–2 (s.h.p.) |
| Lincoln Red Imps   | 1–6         | Qarabağ            | 1–2     | 0–4          |
| Raków Częstochowa  | 4–0         | Flora              | 1–0     | 3–0          |
| Slovan Bratislava  | 3–1         | Swift Hesperange   | 1–1     | 2–0          |
| Farul Constanța    | 1–3         | Sheriff Tiraspol   | 1–0     | 0–3 (s.h.p.) |
| Ħamrun Spartans    | 1–6         | Maccabi Haifa      | 0–4     | 1–2          |
| Urartu             | 3–3 (3–4 p) | Zrinjski Mostar    | 0–1     | 3–2 (s.h.p.) |
| Partizani          | 1–3         | BATE Borisov       | 1–1     | 0–2          |
| Astana             | 3–2         | Dinamo Tbilisi     | 1–1     | 2–1          |

Ghi chú
1. 1 2  Đội thua được bốc thăm để nhận suất đặc cách vào vòng loại thứ ba Europa Conference League.

### Vòng loại thứ hai
Lễ bốc thăm cho vòng loại thứ hai được tổ chức vào ngày 21 tháng 6 năm 2023.
Các trận lượt đi được diễn ra vào ngày 25 và 26 July, các trận lượt về được diễn ra vào ngày 1 và 2 tháng 8 năm 2023.
Đội thắng của các cặp đấu đi tiếp vào vòng loại thứ ba thuộc nhóm tương ứng của họ. Đội thua thuộc Nhóm các đội vô địch được chuyển qua vòng loại thứ ba Europa League Nhóm các đội vô địch, trong khi đội thua thuộc Nhóm các đội không vô địch được chuyển qua vòng loại thứ ba Europa League Nhóm chính.
| Đội 1              | TTS         | Đội 2              | Lượt đi | Lượt về      |
| ------------------ | ----------- | ------------------ | ------- | ------------ |
| Žalgiris           | 2–3         | Galatasaray        | 2–2     | 0–1          |
| Ludogorets Razgrad | 2–3         | Olimpija Ljubljana | 1–1     | 1–2          |
| Raków Częstochowa  | 4–3         | Qarabağ            | 3–2     | 1–1          |
| KÍ                 | 3–3 (4–3 p) | BK Häcken          | 0–0     | 3–3 (s.h.p.) |
| HJK                | 1–2         | Molde              | 1–0     | 0–2          |
| Breiðablik         | 3–8         | Copenhagen         | 0–2     | 3–6          |
| Sheriff Tiraspol   | 2–4         | Maccabi Haifa      | 1–0     | 1–4 (s.h.p.) |
| Aris Limassol      | 11–5        | BATE Borisov       | 6–2     | 5–3          |
| Zrinjski Mostar    | 2–3         | Slovan Bratislava  | 0–1     | 2–2          |
| Dinamo Zagreb      | 6–0         | Astana             | 4–0     | 2–0          |

| Đội 1    | TTS         | Đội 2         | Lượt đi | Lượt về      |
| -------- | ----------- | ------------- | ------- | ------------ |
| Dnipro-1 | 3–5         | Panathinaikos | 1–3     | 2–2          |
| Servette | 3–3 (4–1 p) | Genk          | 1–1     | 2–2 (s.h.p.) |

### Vòng loại thứ ba
Lễ bốc thăm cho vòng loại thứ ba được tổ chức vào ngày 24 tháng 7 năm 2023.
Các trận lượt đi được diễn ra vào ngày 8, 9 và 15 tháng 8, các trận lượt về được diễn ra vào ngày 15 và 19 tháng 8 năm 2023.
Đội thắng của các cặp đấu đi tiếp vào vòng play-off thuộc nhóm tương ứng của họ. Đội thua thuộc Nhóm các đội vô địch được chuyển qua vòng play-off Europa League, trong khi đội thua thuộc Nhóm các đội không vô địch được chuyển qua vòng bảng Europa League.
| Đội 1              | TTS         | Đội 2         | Lượt đi | Lượt về      |
| ------------------ | ----------- | ------------- | ------- | ------------ |
| Raków Częstochowa  | 3–1         | Aris Limassol | 2–1     | 1–0          |
| Slovan Bratislava  | 2–5         | Maccabi Haifa | 1–2     | 1–3          |
| Dinamo Zagreb      | 3–4         | AEK Athens    | 1–2     | 2–2          |
| Olimpija Ljubljana | 0–4         | Galatasaray   | 0–3     | 0–1          |
| Copenhagen         | 3–3 (4–2 p) | Sparta Prague | 0–0     | 3–3 (s.h.p.) |
| KÍ                 | 2–3         | Molde         | 2–1     | 0–2 (s.h.p.) |

| Đội 1         | TTS         | Đội 2      | Lượt đi | Lượt về      |
| ------------- | ----------- | ---------- | ------- | ------------ |
| Braga         | 7–1         | TSC        | 3–0     | 4–1          |
| Rangers       | 3–2         | Servette   | 2–1     | 1–1          |
| Panathinaikos | 2–2 (5–3 p) | Marseille  | 1–0     | 1–2 (s.h.p.) |
| PSV Eindhoven | 7–2         | Sturm Graz | 4–1     | 3–1          |

Ghi chú
1. ↑  Trận lượt đi của cặp đấu AEK Athens–Dinamo Zagreb, ban đầu dự kiến được diễn ra vào ngày 8 tháng 8 năm 2023, bị hoãn sau cuộc bạo loạn của cổ động viên khiến một người thiệt mạng.[12] Trận đấu được dời lại vào ngày 19 tháng 8 năm 2023 và trở thành trận lượt về của cặp đấu.[13]

## Vòng play-off
Lễ bốc thăm cho vòng play-off được tổ chức vào ngày 7 tháng 8 năm 2023.
Các trận lượt đi được diễn ra vào ngày 22 và 23 tháng 8, các trận lượt về được diễn ra vào ngày 29 và 30 tháng 8 năm 2023.
Đội thắng của các cặp đấu đi tiếp vào vòng bảng. Đội thua được chuyển qua vòng bảng Europa League.
| Đội 1             | TTS | Đội 2       | Lượt đi | Lượt về |
| ----------------- | --- | ----------- | ------- | ------- |
| Maccabi Haifa     | 0–3 | Young Boys  | 0–0     | 0–3     |
| Antwerp           | 3–1 | AEK Athens  | 1–0     | 2–1     |
| Raków Częstochowa | 1–2 | Copenhagen  | 0–1     | 1–1     |
| Molde             | 3–5 | Galatasaray | 2–3     | 1–2     |

| Đội 1   | TTS | Đội 2         | Lượt đi | Lượt về |
| ------- | --- | ------------- | ------- | ------- |
| Rangers | 3–7 | PSV Eindhoven | 2–2     | 1–5     |
| Braga   | 3–1 | Panathinaikos | 2–1     | 1–0     |

## Vòng bảng
Lễ bốc thăm vòng bảng cho UEFA Champions League 2023–24 diễn ra tại Grimaldi Forum, Monaco vào ngày 31 tháng 8 năm 2023 lúc 18:00 CEST. 32 đội được bốc thăm vào tám bảng gồm 4 đội. Đối với lễ bốc thăm, các đội được xếp vào bốn nhóm hạt giống, mỗi nhóm gồm 8 đội dựa trên những nguyên tắc sau:
- Nhóm 1 chứa đội đương kim vô địch Champions League và Europa League, cùng với các đội vô địch của 6 hiệp hội hàng đầu dựa trên hệ số hiệp hội UEFA 2021–22 của họ. Do Manchester City (nhà vô địch của Premier League 2022–23) vô địch UEFA Champions League 2022–23, đội vô địch của Hiệp hội 7 (Hà Lan) Feyenoord vào Nhóm 1.
- Các nhóm 2, 3 và 4 chứa các đội giành quyền tham dự còn lại, với nhóm của họ được xác định bởi hệ số câu lạc bộ UEFA (CC).[14]

Các đội từ cùng hiệp hội không thể được bốc thăm vào cùng bảng.
Union Berlin và Antwerp có lần đầu tiên ra mắt ở vòng bảng.
Có tổng cộng 15 hiệp hội quốc gia được đại diện ở vòng bảng.

### Bảng A
| VT | Đội               | ST | T | H | B | BT | BB | HS | Đ  | Giành quyền tham dự                 |  | BAY | CPH | GAL | MUN |
| -- | ----------------- | -- | - | - | - | -- | -- | -- | -- | ----------------------------------- |  | --- | --- | --- | --- |
| 1  | Bayern Munich     | 6  | 5 | 1 | 0 | 12 | 6  | +6 | 16 | Đi tiếp vào vòng đấu loại trực tiếp |  | —   | 0–0 | 2–1 | 4–3 |
| 2  | Copenhagen        | 6  | 2 | 2 | 2 | 8  | 8  | 0  | 8  | Đi tiếp vào vòng đấu loại trực tiếp |  | 1–2 | —   | 1–0 | 4–3 |
| 3  | Galatasaray       | 6  | 1 | 2 | 3 | 10 | 13 | −3 | 5  | Chuyển qua Europa League            |  | 1–3 | 2–2 | —   | 3–3 |
| 4  | Manchester United | 6  | 1 | 1 | 4 | 12 | 15 | −3 | 4  |                                     |  | 0–1 | 1–0 | 2–3 | —   |

### Bảng B
| VT | Đội           | ST | T | H | B | BT | BB | HS  | Đ  | Giành quyền tham dự                 |  | ARS | PSV | LEN | SEV |
| -- | ------------- | -- | - | - | - | -- | -- | --- | -- | ----------------------------------- |  | --- | --- | --- | --- |
| 1  | Arsenal       | 6  | 4 | 1 | 1 | 16 | 4  | +12 | 13 | Đi tiếp vào vòng đấu loại trực tiếp |  | —   | 4–0 | 6–0 | 2–0 |
| 2  | PSV Eindhoven | 6  | 2 | 3 | 1 | 8  | 10 | −2  | 9  | Đi tiếp vào vòng đấu loại trực tiếp |  | 1–1 | —   | 1–0 | 2–2 |
| 3  | Lens          | 6  | 2 | 2 | 2 | 6  | 11 | −5  | 8  | Chuyển qua Europa League            |  | 2–1 | 1–1 | —   | 2–1 |
| 4  | Sevilla       | 6  | 0 | 2 | 4 | 7  | 12 | −5  | 2  |                                     |  | 1–2 | 2–3 | 1–1 | —   |

### Bảng C
| VT | Đội          | ST | T | H | B | BT | BB | HS | Đ  | Giành quyền tham dự                 |  | RMA | NAP | BRA | UBE |
| -- | ------------ | -- | - | - | - | -- | -- | -- | -- | ----------------------------------- |  | --- | --- | --- | --- |
| 1  | Real Madrid  | 6  | 6 | 0 | 0 | 16 | 7  | +9 | 18 | Đi tiếp vào vòng đấu loại trực tiếp |  | —   | 4–2 | 3–0 | 1–0 |
| 2  | Napoli       | 6  | 3 | 1 | 2 | 10 | 9  | +1 | 10 | Đi tiếp vào vòng đấu loại trực tiếp |  | 2–3 | —   | 2–0 | 1–1 |
| 3  | Braga        | 6  | 1 | 1 | 4 | 6  | 12 | −6 | 4  | Chuyển qua Europa League            |  | 1–2 | 1–2 | —   | 1–1 |
| 4  | Union Berlin | 6  | 0 | 2 | 4 | 6  | 10 | −4 | 2  |                                     |  | 2–3 | 0–1 | 2–3 | —   |

### Bảng D
| VT | Đội               | ST | T | H | B | BT | BB | HS | Đ  | Giành quyền tham dự                 |  | RSO | INT | BEN | SAL |
| -- | ----------------- | -- | - | - | - | -- | -- | -- | -- | ----------------------------------- |  | --- | --- | --- | --- |
| 1  | Real Sociedad     | 6  | 3 | 3 | 0 | 7  | 2  | +5 | 12 | Đi tiếp vào vòng đấu loại trực tiếp |  | —   | 1–1 | 3–1 | 0–0 |
| 2  | Inter Milan       | 6  | 3 | 3 | 0 | 8  | 5  | +3 | 12 | Đi tiếp vào vòng đấu loại trực tiếp |  | 0–0 | —   | 1–0 | 2–1 |
| 3  | Benfica           | 6  | 1 | 1 | 4 | 7  | 11 | −4 | 4  | Chuyển qua Europa League            |  | 0–1 | 3–3 | —   | 0–2 |
| 4  | Red Bull Salzburg | 6  | 1 | 1 | 4 | 4  | 8  | −4 | 4  |                                     |  | 0–2 | 0–1 | 1–3 | —   |

1. 1 2  Bằng nhau ở điểm, hiệu số bàn thắng thua và số bàn thắng ghi được đối đầu. Hiệu số bàn thắng thua ở tất cả các trận đấu: Real Sociedad +5, Inter Milan +3.
2. 1 2  Bằng nhau ở điểm, hiệu số bàn thắng thua, số bàn thắng ghi được đối đầu và hiệu số bàn thắng thua ở tất cả các trận đấu. Số bàn thắng ghi được ở tất cả các trận đấu: Benfica 7, Red Bull Salzburg 4.

### Bảng E
| VT | Đội             | ST | T | H | B | BT | BB | HS  | Đ  | Giành quyền tham dự                 |  | ATM | LAZ | FEY | CEL |
| -- | --------------- | -- | - | - | - | -- | -- | --- | -- | ----------------------------------- |  | --- | --- | --- | --- |
| 1  | Atlético Madrid | 6  | 4 | 2 | 0 | 17 | 6  | +11 | 14 | Đi tiếp vào vòng đấu loại trực tiếp |  | —   | 2–0 | 3–2 | 6–0 |
| 2  | Lazio           | 6  | 3 | 1 | 2 | 7  | 7  | 0   | 10 | Đi tiếp vào vòng đấu loại trực tiếp |  | 1–1 | —   | 1–0 | 2–0 |
| 3  | Feyenoord       | 6  | 2 | 0 | 4 | 9  | 10 | −1  | 6  | Chuyển qua Europa League            |  | 1–3 | 3–1 | —   | 2–0 |
| 4  | Celtic          | 6  | 1 | 1 | 4 | 5  | 15 | −10 | 4  |                                     |  | 2–2 | 1–2 | 2–1 | —   |

### Bảng F
| VT | Đội                 | ST | T | H | B | BT | BB | HS | Đ  | Giành quyền tham dự                 |  | DOR | PAR | MIL | NEW |
| -- | ------------------- | -- | - | - | - | -- | -- | -- | -- | ----------------------------------- |  | --- | --- | --- | --- |
| 1  | Borussia Dortmund   | 6  | 3 | 2 | 1 | 7  | 4  | +3 | 11 | Đi tiếp vào vòng đấu loại trực tiếp |  | —   | 1–1 | 0–0 | 2–0 |
| 2  | Paris Saint-Germain | 6  | 2 | 2 | 2 | 9  | 8  | +1 | 8  | Đi tiếp vào vòng đấu loại trực tiếp |  | 2–0 | —   | 3–0 | 1–1 |
| 3  | Milan               | 6  | 2 | 2 | 2 | 5  | 8  | −3 | 8  | Chuyển qua Europa League            |  | 1–3 | 2–1 | —   | 0–0 |
| 4  | Newcastle United    | 6  | 1 | 2 | 3 | 6  | 7  | −1 | 5  |                                     |  | 0–1 | 4–1 | 1–2 | —   |

1. 1 2  Bằng nhau ở điểm đối đầu. Hiệu số bàn thắng thua đối đầu: Paris Saint-Germain +2, Milan −2.

### Bảng G
| VT | Đội               | ST | T | H | B | BT | BB | HS  | Đ  | Giành quyền tham dự                 |  | MCI | RBL | YB  | ZVE |
| -- | ----------------- | -- | - | - | - | -- | -- | --- | -- | ----------------------------------- |  | --- | --- | --- | --- |
| 1  | Manchester City   | 6  | 6 | 0 | 0 | 18 | 7  | +11 | 18 | Đi tiếp vào vòng đấu loại trực tiếp |  | —   | 3–2 | 3–0 | 3–1 |
| 2  | RB Leipzig        | 6  | 4 | 0 | 2 | 13 | 10 | +3  | 12 | Đi tiếp vào vòng đấu loại trực tiếp |  | 1–3 | —   | 2–1 | 3–1 |
| 3  | Young Boys        | 6  | 1 | 1 | 4 | 7  | 13 | −6  | 4  | Chuyển qua Europa League            |  | 1–3 | 1–3 | —   | 2–0 |
| 4  | Red Star Belgrade | 6  | 0 | 1 | 5 | 7  | 15 | −8  | 1  |                                     |  | 2–3 | 1–2 | 2–2 | —   |

### Bảng H
| VT | Đội              | ST | T | H | B | BT | BB | HS  | Đ  | Giành quyền tham dự                 |  | BAR | POR | SHK | ANT |
| -- | ---------------- | -- | - | - | - | -- | -- | --- | -- | ----------------------------------- |  | --- | --- | --- | --- |
| 1  | Barcelona        | 6  | 4 | 0 | 2 | 12 | 6  | +6  | 12 | Đi tiếp vào vòng đấu loại trực tiếp |  | —   | 2–1 | 2–1 | 5–0 |
| 2  | Porto            | 6  | 4 | 0 | 2 | 15 | 8  | +7  | 12 | Đi tiếp vào vòng đấu loại trực tiếp |  | 0–1 | —   | 5–3 | 2–0 |
| 3  | Shakhtar Donetsk | 6  | 3 | 0 | 3 | 10 | 12 | −2  | 9  | Chuyển qua Europa League            |  | 1–0 | 1–3 | —   | 1–0 |
| 4  | Antwerp          | 6  | 1 | 0 | 5 | 6  | 17 | −11 | 3  |                                     |  | 3–2 | 1–4 | 2–3 | —   |

1. 1 2  Điểm đối đầu: Barcelona 6, Porto 0.

## Vòng đấu loại trực tiếp
Ở vòng đấu loại trực tiếp, các đội đối đầu với nhau qua hai lượt trận trên sân nhà và sân khách, ngoại trừ trận chung kết một trận.
Cơ chế của lễ bốc thăm cho mỗi vòng như sau:
- Ở lễ bốc thăm cho vòng 16 đội, tám đội nhất bảng được xếp vào nhóm hạt giống và tám đội nhì bảng được xếp vào nhóm không hạt giống. Các đội hạt giống được bốc thăm để đấu với các đội không hạt giống với các đội hạt giống tổ chức trận lượt về. Các đội từ cùng bảng hoặc cùng hiệp hội không thể được bốc thăm để đấu với nhau.
- Ở lễ bốc thăm cho vòng tứ kết và bán kết, không có đội hạt giống nào và các đội từ cùng bảng hoặc cùng hiệp hội có thể được bốc thăm để đấu với nhau. Do lễ bốc thăm cho vòng tứ kết và bán kết được tổ chức cùng nhau trước khi vòng tứ kết được diễn ra, danh tính của các đội thắng tứ kết không được biết tại thời điểm bốc thăm bán kết. Một lượt bốc thăm cũng được tổ chức để xác định đội thắng bán kết nào được chỉ định là đội "nhà" cho trận chung kết (vì mục đích hành chính do trận đấu được diễn ra tại một địa điểm trung lập).

### Nhánh đấu
|  | Vòng 16 đội         | Vòng 16 đội         | Vòng 16 đội | Vòng 16 đội |                     |                   | Tứ kết            | Tứ kết | Tứ kết | Tứ kết |  |  | Bán kết | Bán kết | Bán kết | Bán kết |  |  | Chung kết | Chung kết | Chung kết | Chung kết |
|  |                     |                     |             |             |                     |                   |                   |        |        |        |  |  |         |         |         |         |  |  |           |           |           |           |
|  |                     |                     |             |             |                     |                   |                   |        |        |        |  |  |         |         |         |         |  |  |           |           |           |           |
|  |                     |                     |             |             |                     |                   |                   |        |        |        |  |  |         |         |         |         |  |  |           |           |           |           |
|  | Inter Milan         | 1                   | 1           | 2 (2)       |                     |                   |                   |        |        |        |  |  |         |         |         |         |  |  |           |           |           |           |
|  | Inter Milan         | 1                   | 1           | 2 (2)       |                     |                   |                   |        |        |        |  |  |         |         |         |         |  |  |           |           |           |           |
|  | Atlético Madrid (p) | 0                   | 2           | 2 (3)       |                     |                   |                   |        |        |        |  |  |         |         |         |         |  |  |           |           |           |           |
|  | Atlético Madrid (p) | 0                   | 2           | 2 (3)       | Atlético Madrid     | 2                 | 2                 | 4      |        |        |  |  |         |         |         |         |  |  |           |           |           |           |
|  |                     |                     |             |             | Atlético Madrid     | 2                 | 2                 | 4      |        |        |  |  |         |         |         |         |  |  |           |           |           |           |
|  |                     | Borussia Dortmund   | 1           | 4           | 5                   |                   |                   |        |        |        |  |  |         |         |         |         |  |  |           |           |           |           |
|  | PSV Eindhoven       | Borussia Dortmund   | 1           | 4           | 5                   | 1                 | 0                 | 1      |        |        |  |  |         |         |         |         |  |  |           |           |           |           |
|  | PSV Eindhoven       |                     |             |             |                     | 1                 | 0                 | 1      |        |        |  |  |         |         |         |         |  |  |           |           |           |           |
|  | Borussia Dortmund   | 1                   | 2           | 3           |                     |                   |                   |        |        |        |  |  |         |         |         |         |  |  |           |           |           |           |
|  | Borussia Dortmund   | 1                   | 2           | 3           | Borussia Dortmund   | 1                 | 1                 | 2      |        |        |  |  |         |         |         |         |  |  |           |           |           |           |
|  |                     |                     |             |             | Borussia Dortmund   | 1                 | 1                 | 2      |        |        |  |  |         |         |         |         |  |  |           |           |           |           |
|  |                     | Paris Saint-Germain | 0           | 0           | 0                   |                   |                   |        |        |        |  |  |         |         |         |         |  |  |           |           |           |           |
|  | Paris Saint-Germain | Paris Saint-Germain | 0           | 0           | 0                   | 2                 | 2                 | 4      |        |        |  |  |         |         |         |         |  |  |           |           |           |           |
|  | Paris Saint-Germain |                     |             |             |                     | 2                 | 2                 | 4      |        |        |  |  |         |         |         |         |  |  |           |           |           |           |
|  | Real Sociedad       | 0                   | 1           | 1           |                     |                   |                   |        |        |        |  |  |         |         |         |         |  |  |           |           |           |           |
|  | Real Sociedad       | 0                   | 1           | 1           | Paris Saint-Germain | 2                 | 4                 | 6      |        |        |  |  |         |         |         |         |  |  |           |           |           |           |
|  |                     |                     |             |             | Paris Saint-Germain | 2                 | 4                 | 6      |        |        |  |  |         |         |         |         |  |  |           |           |           |           |
|  |                     | Barcelona           | 3           | 1           | 4                   |                   |                   |        |        |        |  |  |         |         |         |         |  |  |           |           |           |           |
|  | Napoli              | Barcelona           | 3           | 1           | 4                   | 1                 | 1                 | 2      |        |        |  |  |         |         |         |         |  |  |           |           |           |           |
|  | Napoli              |                     |             |             | 1 tháng 6 – London  | 1                 | 1                 | 2      |        |        |  |  |         |         |         |         |  |  |           |           |           |           |
|  | Barcelona           | 1                   | 3           | 4           |                     |                   |                   |        |        |        |  |  |         |         |         |         |  |  |           |           |           |           |
|  | Barcelona           | 1                   | 3           | 4           | Borussia Dortmund   | Borussia Dortmund | Borussia Dortmund | 0      |        |        |  |  |         |         |         |         |  |  |           |           |           |           |
|  |                     |                     |             |             | Borussia Dortmund   | Borussia Dortmund | Borussia Dortmund | 0      |        |        |  |  |         |         |         |         |  |  |           |           |           |           |
|  |                     | Real Madrid         | Real Madrid | Real Madrid | 2                   |                   |                   |        |        |        |  |  |         |         |         |         |  |  |           |           |           |           |
|  | Porto               | Real Madrid         | Real Madrid | Real Madrid | 2                   | 1                 | 0                 | 1 (2)  |        |        |  |  |         |         |         |         |  |  |           |           |           |           |
|  | Porto               |                     |             |             |                     | 1                 | 0                 | 1 (2)  |        |        |  |  |         |         |         |         |  |  |           |           |           |           |
|  | Arsenal (p)         | 0                   | 1           | 1 (4)       |                     |                   |                   |        |        |        |  |  |         |         |         |         |  |  |           |           |           |           |
|  | Arsenal (p)         | 0                   | 1           | 1 (4)       | Arsenal             | 2                 | 0                 | 2      |        |        |  |  |         |         |         |         |  |  |           |           |           |           |
|  |                     |                     |             |             | Arsenal             | 2                 | 0                 | 2      |        |        |  |  |         |         |         |         |  |  |           |           |           |           |
|  |                     | Bayern Munich       | 2           | 1           | 3                   |                   |                   |        |        |        |  |  |         |         |         |         |  |  |           |           |           |           |
|  | Lazio               | Bayern Munich       | 2           | 1           | 3                   | 1                 | 0                 | 1      |        |        |  |  |         |         |         |         |  |  |           |           |           |           |
|  | Lazio               |                     |             |             |                     | 1                 | 0                 | 1      |        |        |  |  |         |         |         |         |  |  |           |           |           |           |
|  | Bayern Munich       | 0                   | 3           | 3           |                     |                   |                   |        |        |        |  |  |         |         |         |         |  |  |           |           |           |           |
|  | Bayern Munich       | 0                   | 3           | 3           | Bayern Munich       | 2                 | 1                 | 3      |        |        |  |  |         |         |         |         |  |  |           |           |           |           |
|  |                     |                     |             |             | Bayern Munich       | 2                 | 1                 | 3      |        |        |  |  |         |         |         |         |  |  |           |           |           |           |
|  |                     | Real Madrid         | 2           | 2           | 4                   |                   |                   |        |        |        |  |  |         |         |         |         |  |  |           |           |           |           |
|  | RB Leipzig          | Real Madrid         | 2           | 2           | 4                   | 0                 | 1                 | 1      |        |        |  |  |         |         |         |         |  |  |           |           |           |           |
|  | RB Leipzig          |                     |             |             |                     | 0                 | 1                 | 1      |        |        |  |  |         |         |         |         |  |  |           |           |           |           |
|  | Real Madrid         | 1                   | 1           | 2           |                     |                   |                   |        |        |        |  |  |         |         |         |         |  |  |           |           |           |           |
|  | Real Madrid         | 1                   | 1           | 2           | Real Madrid (p)     | 3                 | 1                 | 4 (4)  |        |        |  |  |         |         |         |         |  |  |           |           |           |           |
|  |                     |                     |             |             | Real Madrid (p)     | 3                 | 1                 | 4 (4)  |        |        |  |  |         |         |         |         |  |  |           |           |           |           |
|  |                     | Manchester City     | 3           | 1           | 4 (3)               |                   |                   |        |        |        |  |  |         |         |         |         |  |  |           |           |           |           |
|  | Copenhagen          | Manchester City     | 3           | 1           | 4 (3)               | 1                 | 1                 | 2      |        |        |  |  |         |         |         |         |  |  |           |           |           |           |
|  | Copenhagen          |                     |             |             |                     | 1                 | 1                 | 2      |        |        |  |  |         |         |         |         |  |  |           |           |           |           |
|  | Manchester City     | 3                   | 3           | 6           |                     |                   |                   |        |        |        |  |  |         |         |         |         |  |  |           |           |           |           |
|  | Manchester City     | 3                   | 3           | 6           |                     |                   |                   |        |        |        |  |  |         |         |         |         |  |  |           |           |           |           |

### Vòng 16 đội
Lễ bốc thăm cho vòng 16 đội được tổ chức vào ngày 18 tháng 12 năm 2023, lúc 12:00 CET.
Các trận lượt đi được diễn ra vào ngày 13, 14, 20 và 21 tháng 2, các trận lượt về được diễn ra vào ngày 5, 6, 12 và 13 tháng 3 năm 2024.
| Đội 1               | TTS         | Đội 2             | Lượt đi | Lượt về      |
| ------------------- | ----------- | ----------------- | ------- | ------------ |
| Porto               | 1–1 (2–4 p) | Arsenal           | 1–0     | 0–1 (s.h.p.) |
| Napoli              | 2–4         | Barcelona         | 1–1     | 1–3          |
| Paris Saint-Germain | 4–1         | Real Sociedad     | 2–0     | 2–1          |
| Inter Milan         | 2–2 (2–3 p) | Atlético Madrid   | 1–0     | 1–2 (s.h.p.) |
| PSV Eindhoven       | 1–3         | Borussia Dortmund | 1–1     | 0–2          |
| Lazio               | 1–3         | Bayern Munich     | 1–0     | 0–3          |
| Copenhagen          | 2–6         | Manchester City   | 1–3     | 1–3          |
| RB Leipzig          | 1–2         | Real Madrid       | 0–1     | 1–1          |

### Tứ kết
Lễ bốc thăm cho vòng tứ kết được tổ chức vào ngày 15 tháng 3 năm 2024, lúc 12:00 CET.
Các trận lượt đi được diễn ra vào ngày 9 và 10 tháng 4, các trận lượt về được diễn ra vào ngày 16 và 17 tháng 4 năm 2024.
| Đội 1               | TTS         | Đội 2             | Lượt đi | Lượt về      |
| ------------------- | ----------- | ----------------- | ------- | ------------ |
| Arsenal             | 2–3         | Bayern Munich     | 2–2     | 0–1          |
| Atlético Madrid     | 4–5         | Borussia Dortmund | 2–1     | 2–4          |
| Real Madrid         | 4–4 (4–3 p) | Manchester City   | 3–3     | 1–1 (s.h.p.) |
| Paris Saint-Germain | 6–4         | Barcelona         | 2–3     | 4–1          |

### Bán kết
Lễ bốc thăm cho vòng bán kết được tổ chức vào ngày 15 tháng 3 năm 2024, lúc 12:00 CET, sau khi bốc thăm tứ kết.
Các trận lượt đi được diễn ra vào ngày 30 tháng 4 và 1 tháng 5, các trận lượt về được diễn ra vào ngày 7 và 8 tháng 5 năm 2024.
| Đội 1             | TTS | Đội 2               | Lượt đi | Lượt về |
| ----------------- | --- | ------------------- | ------- | ------- |
| Borussia Dortmund | 2–0 | Paris Saint-Germain | 1–0     | 1–0     |
| Bayern Munich     | 3–4 | Real Madrid         | 2–2     | 1–2     |

### Chung kết
Trận chung kết diễn ra vào ngày 1 tháng 6 năm 2024 tại Sân vận động Wembley ở London. Một lượt bốc thăm được tổ chức vào ngày 15 tháng 3 năm 2024, sau khi bốc thăm tứ kết và bán kết, để xác định đội "nhà" vì mục đích hành chính.
| Borussia Dortmund | 0–2      | Real Madrid                   |
| ----------------- | -------- | ----------------------------- |
|                   | Chi tiết | - Carvajal 74' - Vinícius 83' |

## Thống kê
Thống kê không tính đến vòng loại và vòng play-off.

### Ghi bàn hàng đầu
| Hạng | Cầu thủ           | Đội                 | Số bàn thắng | Số phút đã chơi |
| ---- | ----------------- | ------------------- | ------------ | --------------- |
| 1    | Harry Kane        | Bayern Munich       | 8            | 1064            |
| 1    | Kylian Mbappé     | Paris Saint-Germain | 8            | 1080            |
| 3    | Erling Haaland    | Manchester City     | 6            | 778             |
| 3    | Antoine Griezmann | Atlético Madrid     | 6            | 821             |
| 3    | Vinícius Júnior   | Real Madrid         | 6            | 901             |
| 6    | Julián Álvarez    | Manchester City     | 5            | 279             |
| 6    | Rasmus Højlund    | Manchester United   | 5            | 489             |
| 6    | Galeno            | Porto               | 5            | 651             |
| 6    | Álvaro Morata     | Atlético Madrid     | 5            | 667             |
| 6    | Phil Foden        | Manchester City     | 5            | 684             |
| 6    | Rodrygo           | Real Madrid         | 5            | 1021            |